# Sprinter (treindienstsoort)

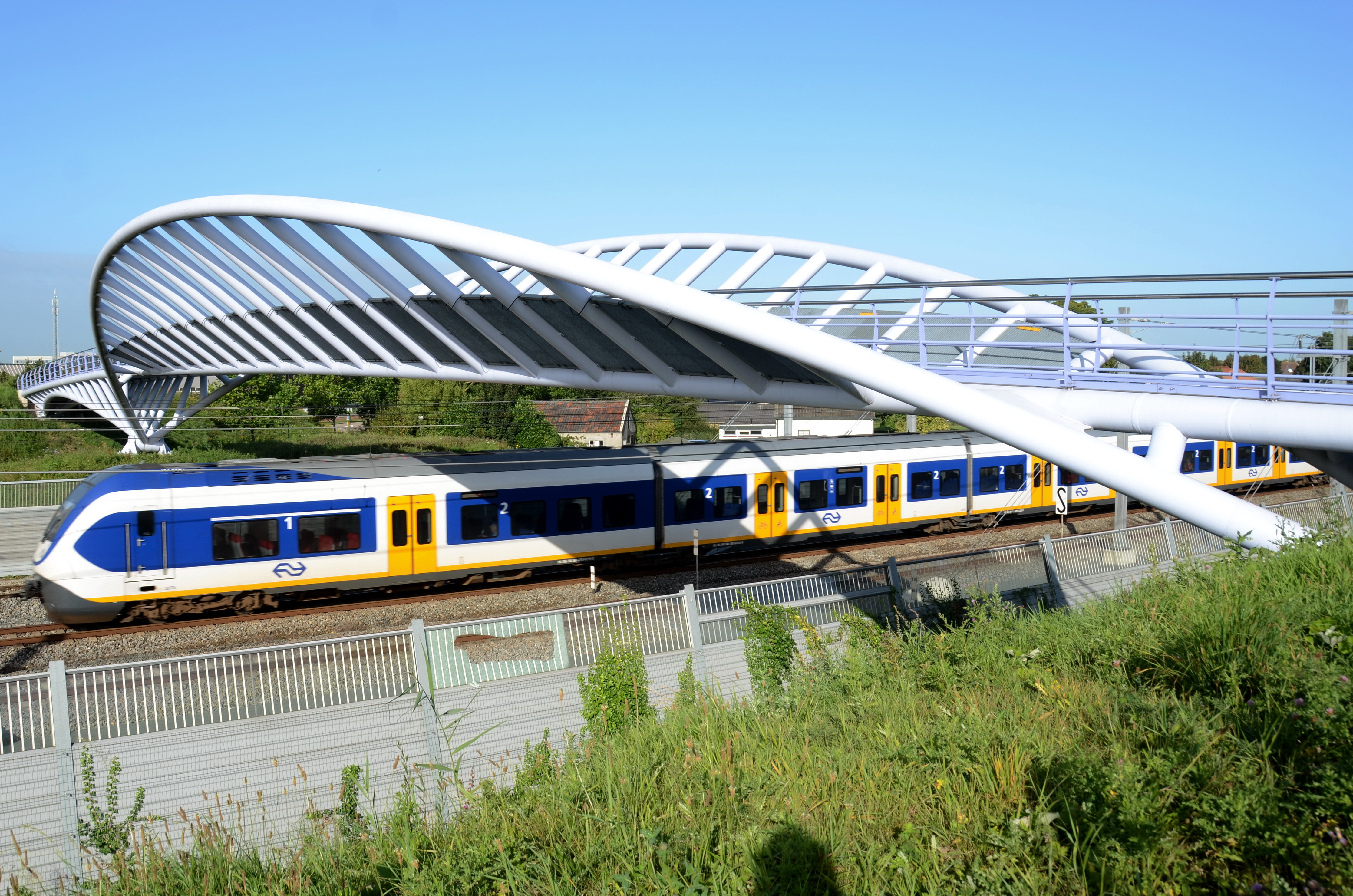
Een sprinter van het type SLT te Houten

De sprinter is een treindienstsoort van de Nederlandse Spoorwegen (NS) en Keolis Nederland. Andere spoorwegvervoerders in Nederland gebruiken de aanduiding stoptrein. Voor 2003 gebruikte de NS deze aanduiding ook. Tussen dat jaar en 2012 veranderde de NS de aanduiding voor deze treindienstsoort geleidelijk in sprinter.
De aanduiding "Sprinter" ontstond als bijnaam van het Stadsgewestelijk Materieel (SGM), een bepaald type treinmaterieel gebouwd vanaf 1974, dat werd gebruikt op enkele trajecten met veel stopplaatsen op korte afstanden. De NS nam deze bijnaam over voor treinen op de trajecten waar deze bijnaam gebruikt werd.
Vanaf 2003 gebruikte de NS de aanduiding sprinter voor alle treinseries die in principe met sprintermaterieel gereden werden. Deze treinseries waren in het begin vooral in de Randstad te vinden. Met ingang van de dienstregeling van 2012 gebruikt de NS alleen de aanduiding sprinter.